# Стефан Михајлов
Стефан Михајлов (рођен 29. јуна 2001) је српски атлетичар који се специјализовао за трчање на 100 метара. Он је пет пута национални шампион и представљао је своју земљу у трећој лиги Тимског првенства Европе у атлетици 2021. године. Дебитовао је на националном првенству за старије категорије у Краљеву са 20 година и освојио бронзану медаљу.

## Каријера
Михајлов је почео своју међународну каријеру 2018. године и представљао је Србију на У18 Европском првенству у Ђеру.  
У фебруару 2020. године, учествовао је на Балканском индор првенству у Истанбулу и завршио на петом месту са временом од 7,03 секунде у финалној трци.
Током 2020. године, Михајлов је постао петоструки првак Србије у дисциплинама: 100 м, 200 м, 60 м (у дворани), штафета 4×100 м и 4×200 м. Исте године је освојио три златне медаље на Првенству Србије за млађе јуниоре до 20 година.  
У квалификацијама на 100 метара забележио је најбоље време и у финалу тријумфовао са 10,98 секунди. Истог дана, освојио је злато у штафети 4×100 м.
Године 2021, Михајлов је на државном првенству у Краљеву освојио треће место у трци на 100 метара, уз остварени лични рекорд од 10,57 секунди, што је уједно и најбрже време у његовој каријери. Тим резултатом се потврдио као један од водећих спринтера у Србији, са стабилним пласманима и константним присуством у самом врху домаће атлетике.
Исте године такмичио се у штафети 4×100 м на Балканском првенству у Смедереву, где је заузео пето место.  
Још 2018. године, освојио је злато у трци на 100 метара на Првенству Србије за јуниоре, са временом 11,09 секунди, и квалификовао се за Балканско првенство у Истанбулу, Турској.
Године 2024. освојио је титулу вицешампиона Србије у трци на 60 метара у дворани.
Поред атлетике, Михајлов је од 2024. године професионално ангажован у ИТ сектору. Запослен је у компанији LOGO д.о.о. као мрежни инжењер, са фокусом на Cisco решења и безбедност инфраструктуре.
Године 2025. добио је званично призната и међународно верификована звања:
- Cisco Webex Expert – званично објављено на платформи Credly:[7]
- Cisco Champion 2025 – глобално признање Cisco за активне стручњаке и лидере у заједници:[8]

Ова звања представљају верификовану потврду његове стручности као технолошког стручњака из Србије, и позиционирају га међу водеће мрежне инжењере са Cisco сертификатима. Михајлов се истиче као пример успешног баланса између професионалне ИТ каријере и активног спортског живота.

## Лични рекорди
- 100 : 10.57  (+1.7 ), јун 5, 2021. г. у Краљеву[1]
- 200 : 21.80  (−0.1 ), септембар 6, 2020. г. у Новом Пазару[9]
- Европско шампион 4x100 Европског тимског првенства (Трећа лига)[10]